# Tarasivka, Kazanka
Tarasivka (în ucraineană Тарасівка) este un sat în comuna Mîkolo-Hulak din raionul Kazanka, regiunea Mîkolaiiv, Ucraina.

## Demografie
Componența lingvistică a localității Tarasivka
     Ucraineană (96,43%)
     Rusă (3,57%)
Conform recensământului din 2001, majoritatea populației localității Tarasivka era vorbitoare de ucraineană (96,43%), existând în minoritate și vorbitori de rusă (3,57%).